# Kościół św. Franciszka z Asyżu w Bilbao
Kościół św. Franciszka z Asyżu (hisz. Iglesia de San Francisco de Asís, bask. San Frantzisko Asiskoaren eliza) – neogotycka świątynia rzymskokatolicka znajdująca się w mieście Bilbao, w Kraju Basków, w Hiszpanii.
Kościół został zaprojektowany w 1890 roku przez Luisa de Landecha, lecz parafia została założona już w 1887 roku przez biskupa Vitorii. Budowę kościoła zakończono w 1908 roku.

## Galeria

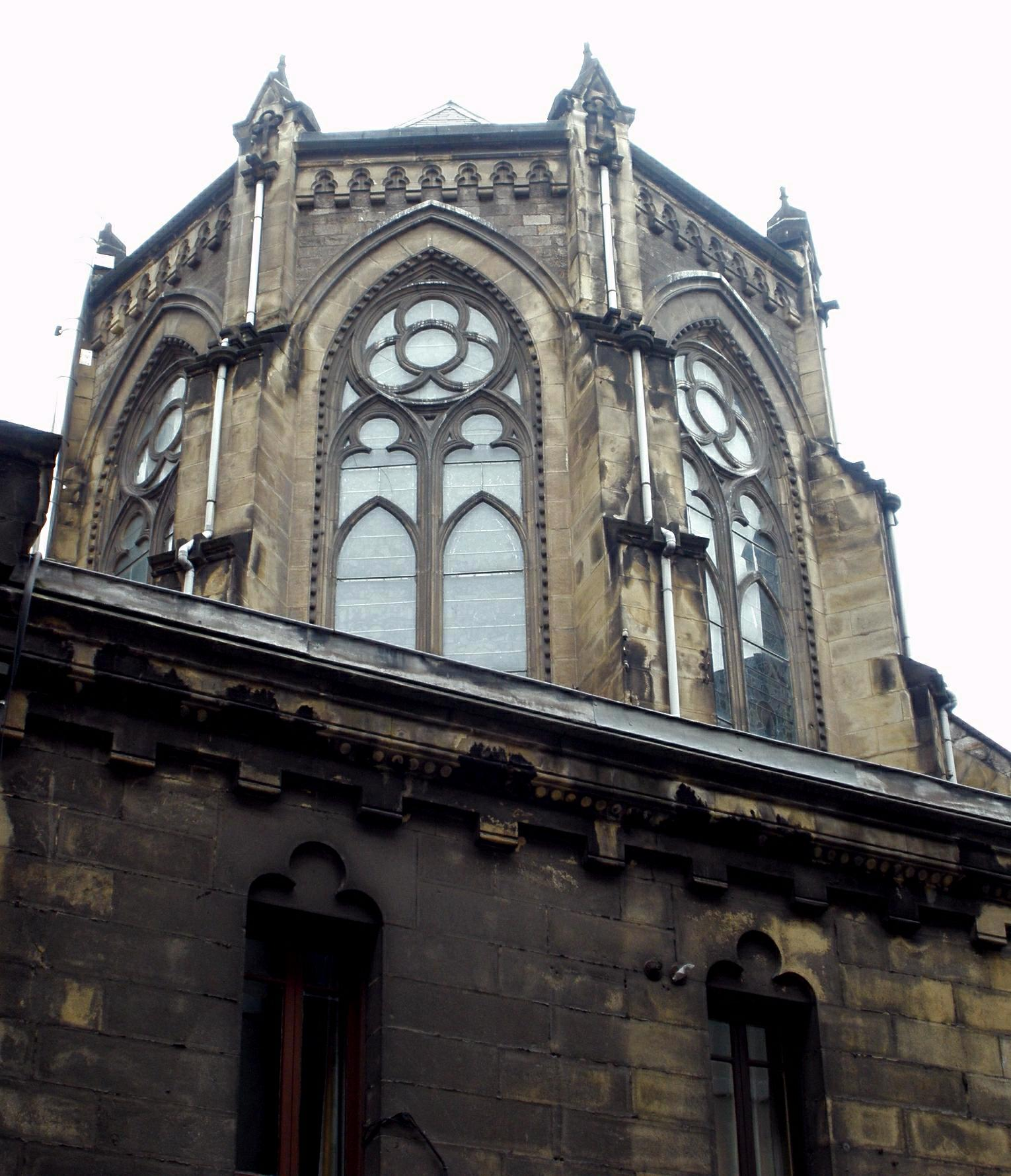
Absyda
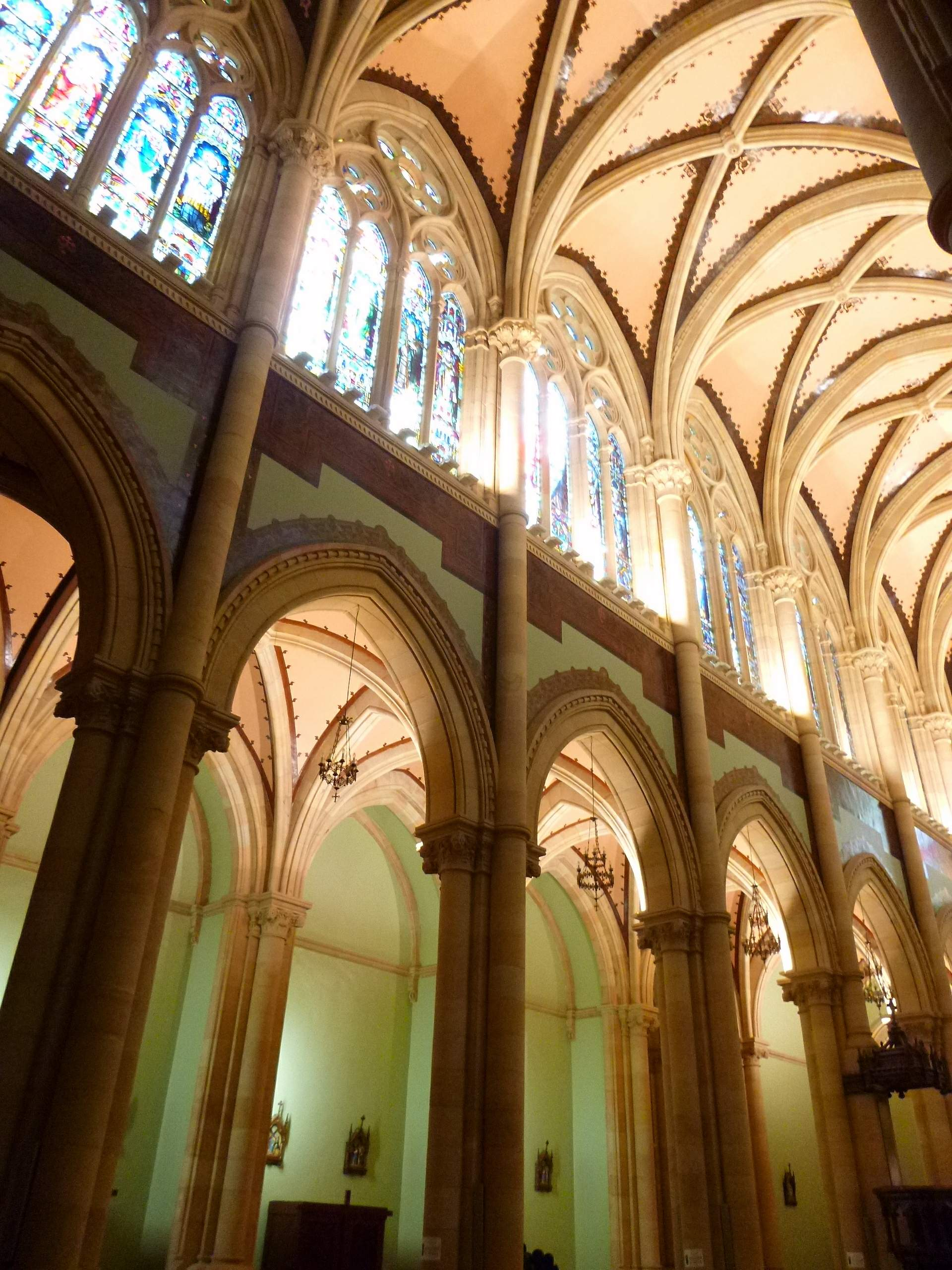
Okna nawy głównej i nawa boczna
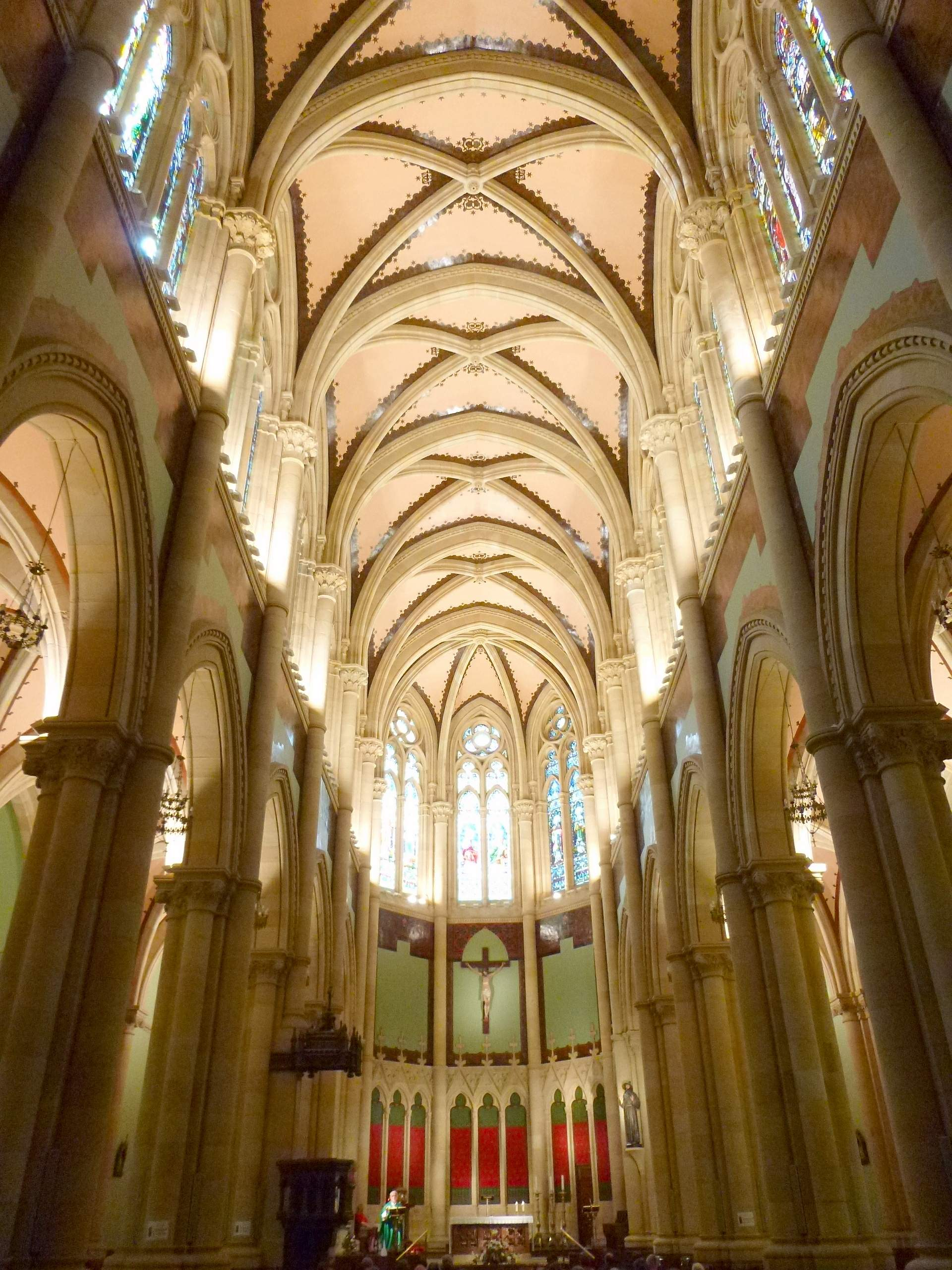
Nawa główna
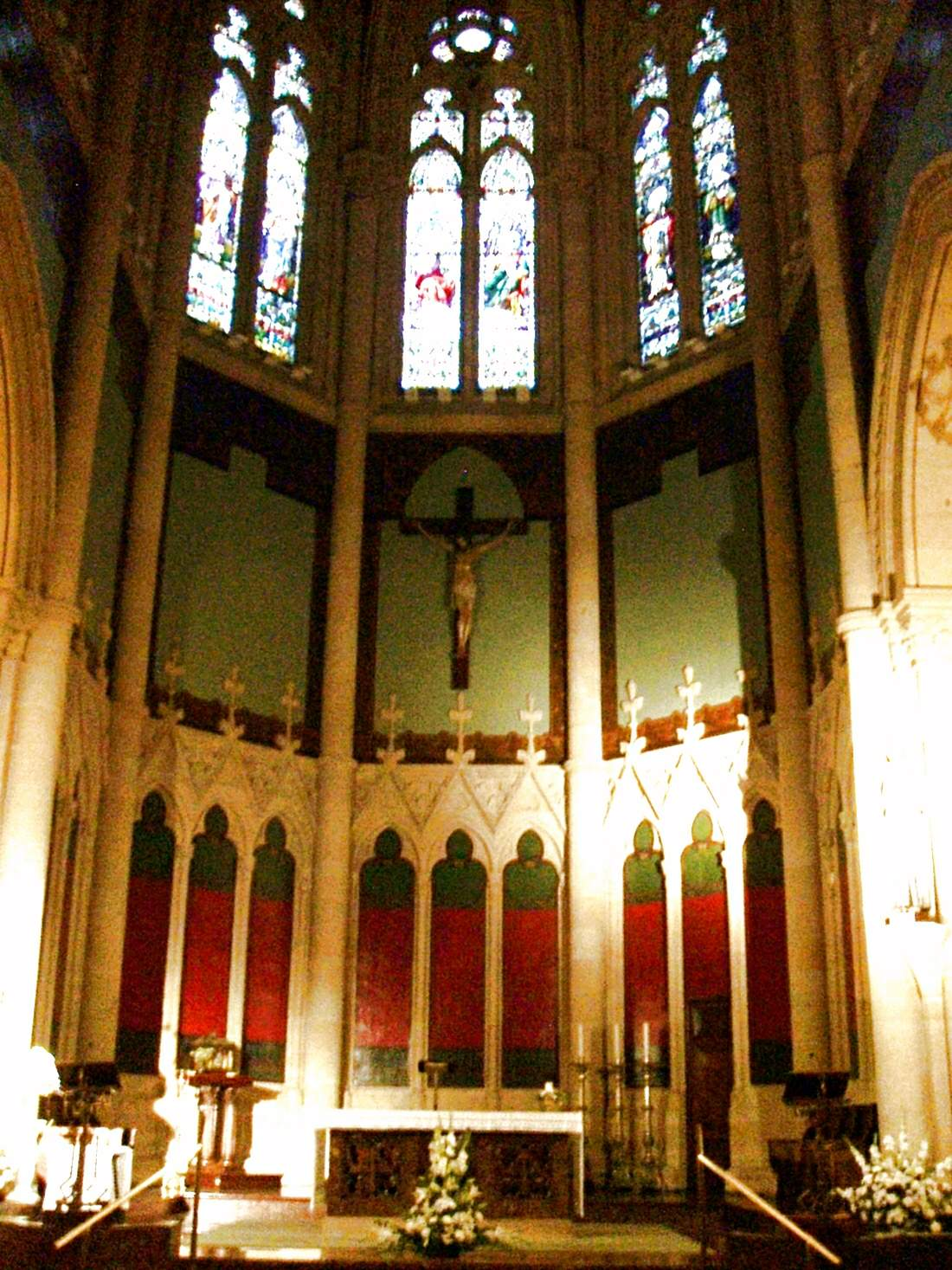
Apsyda
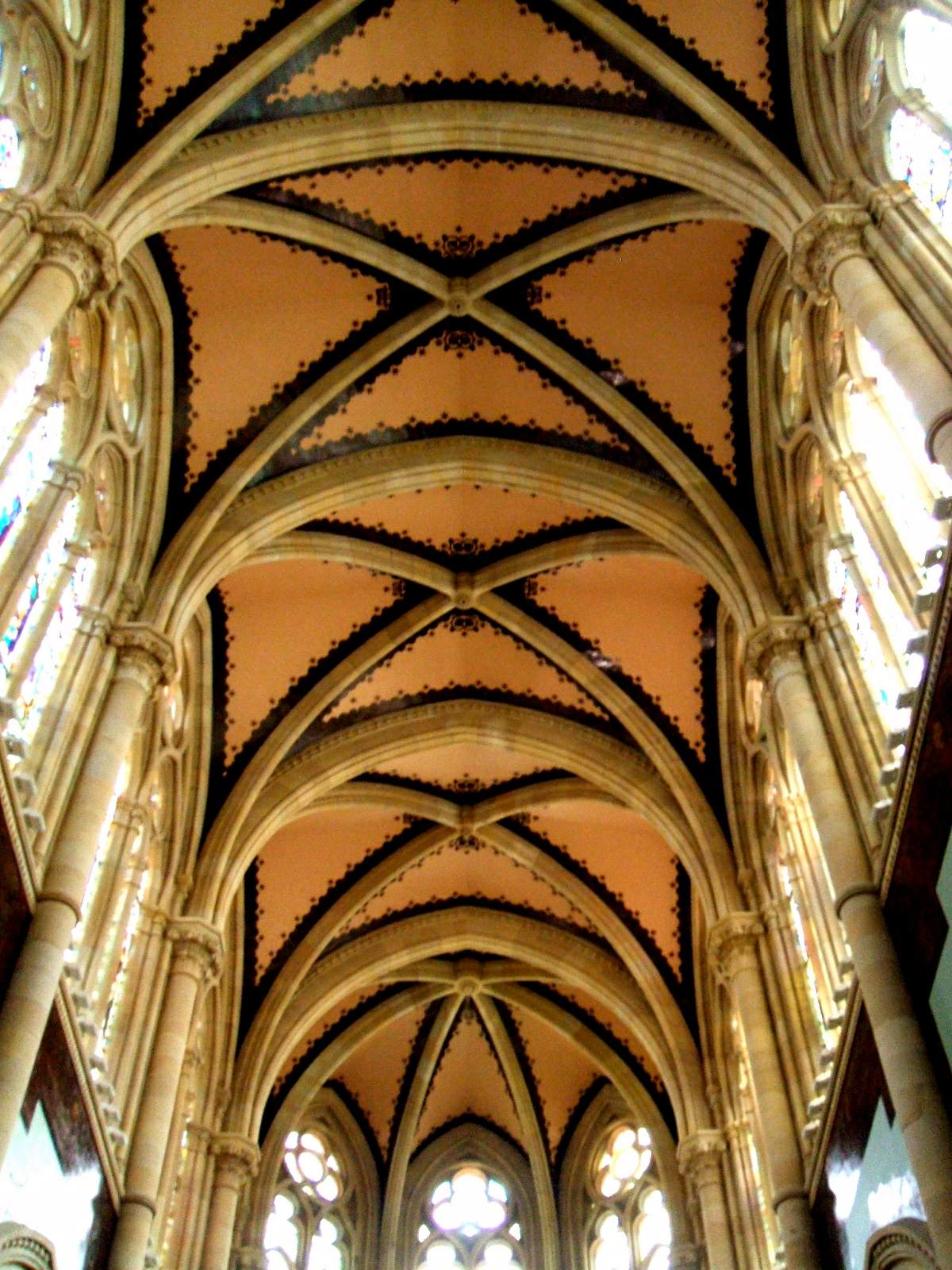
Sklepienie nawy głównej
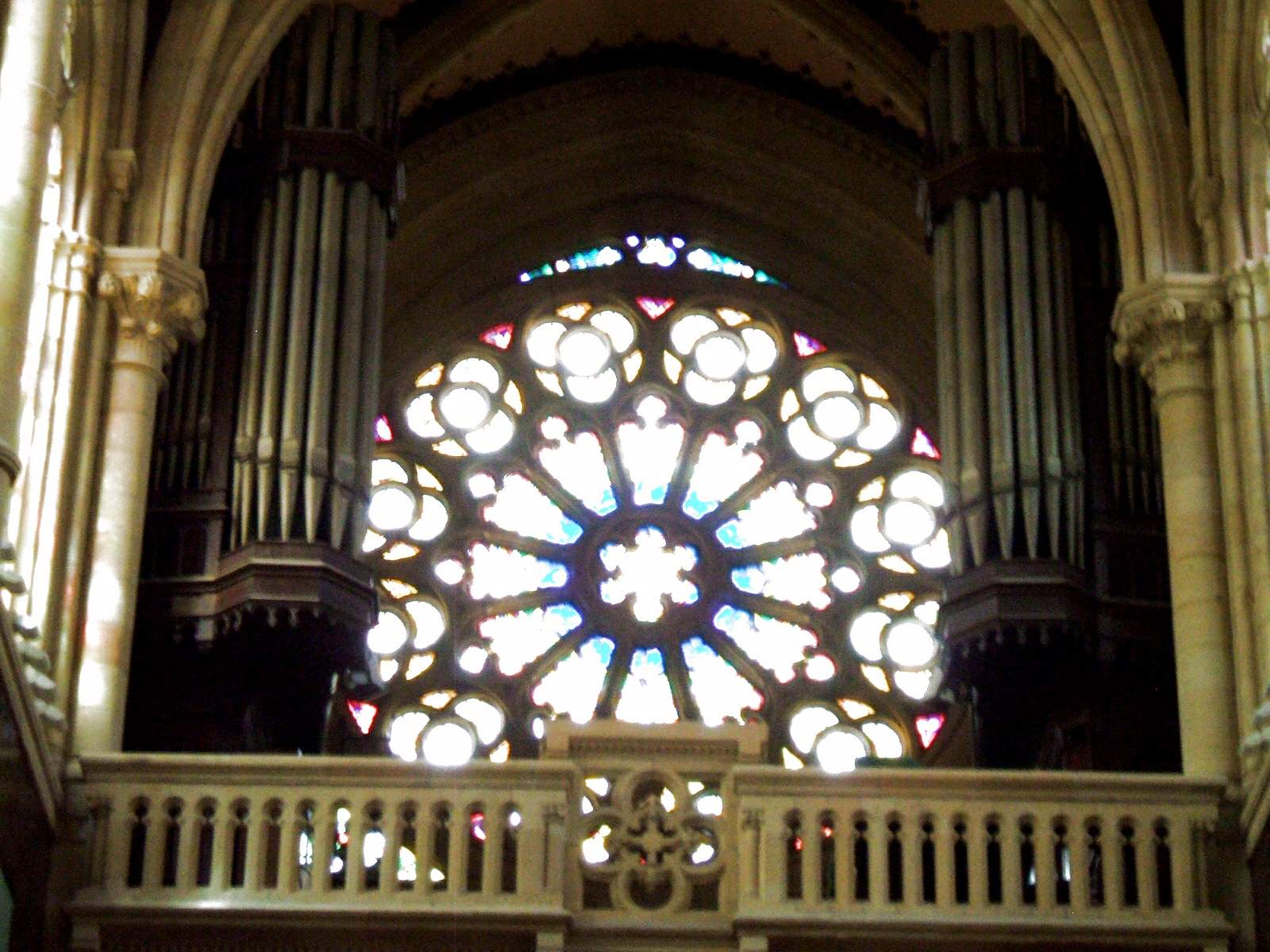
Rozeta w fasadzie
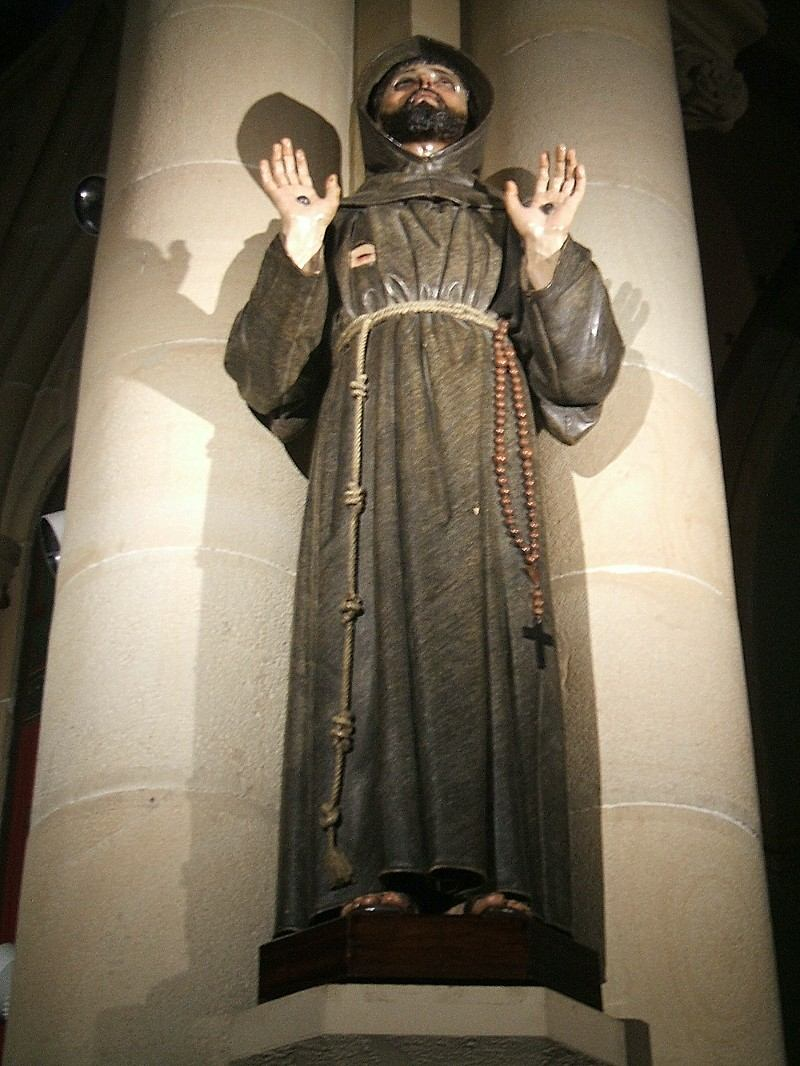
Figura św. Franciszka z Asyżu
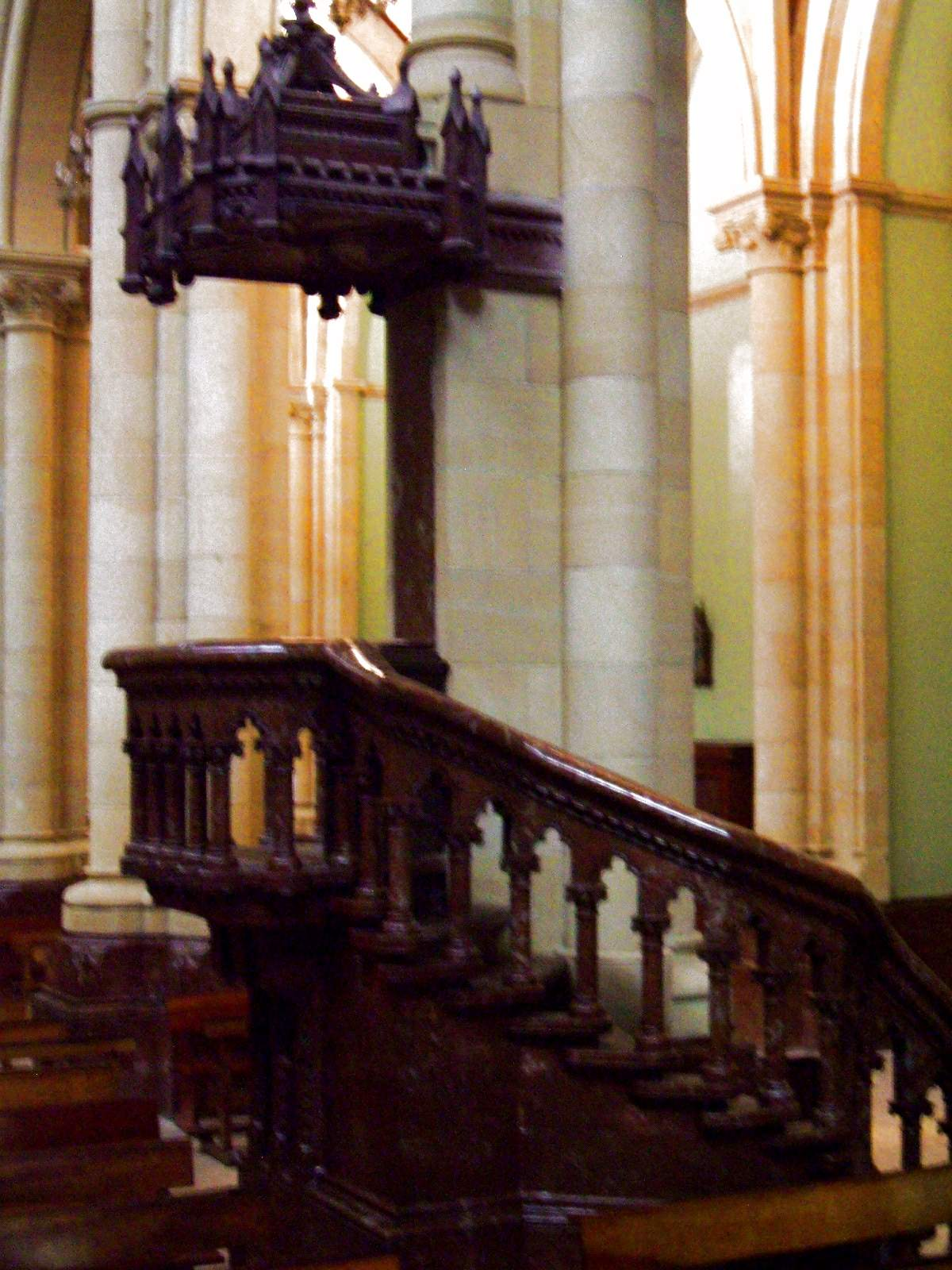
Ambona
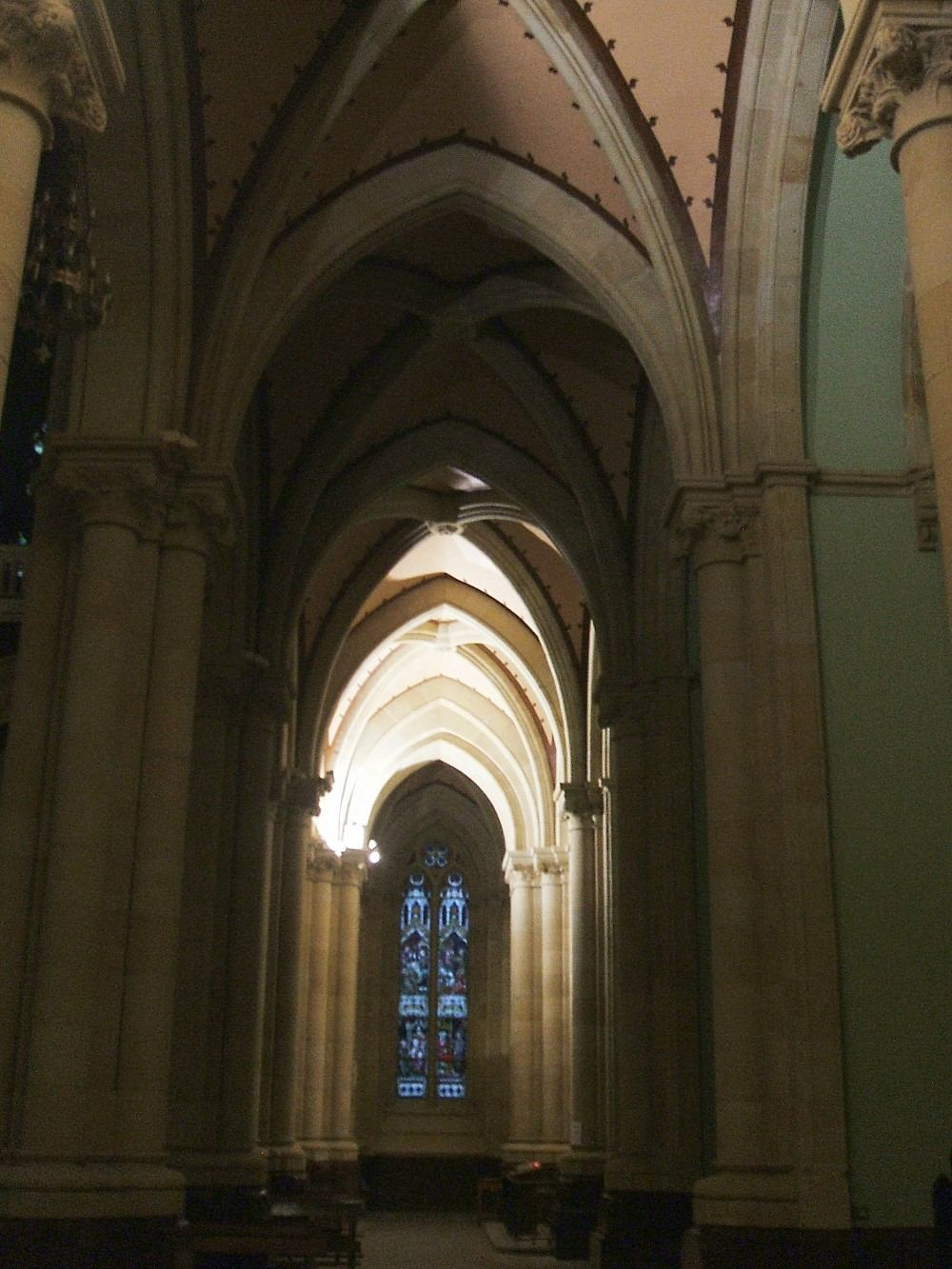
Nawa boczna
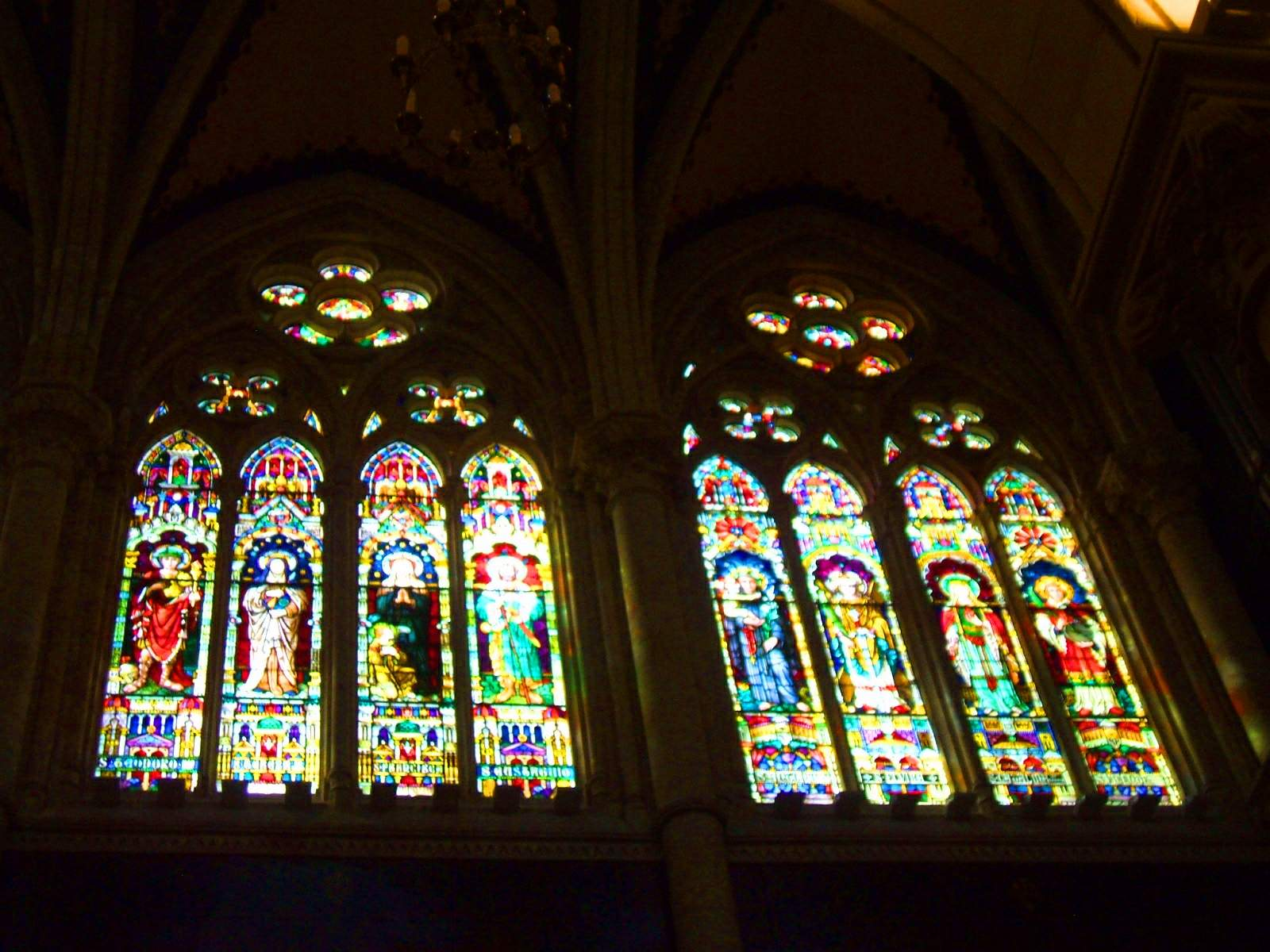
Witraże
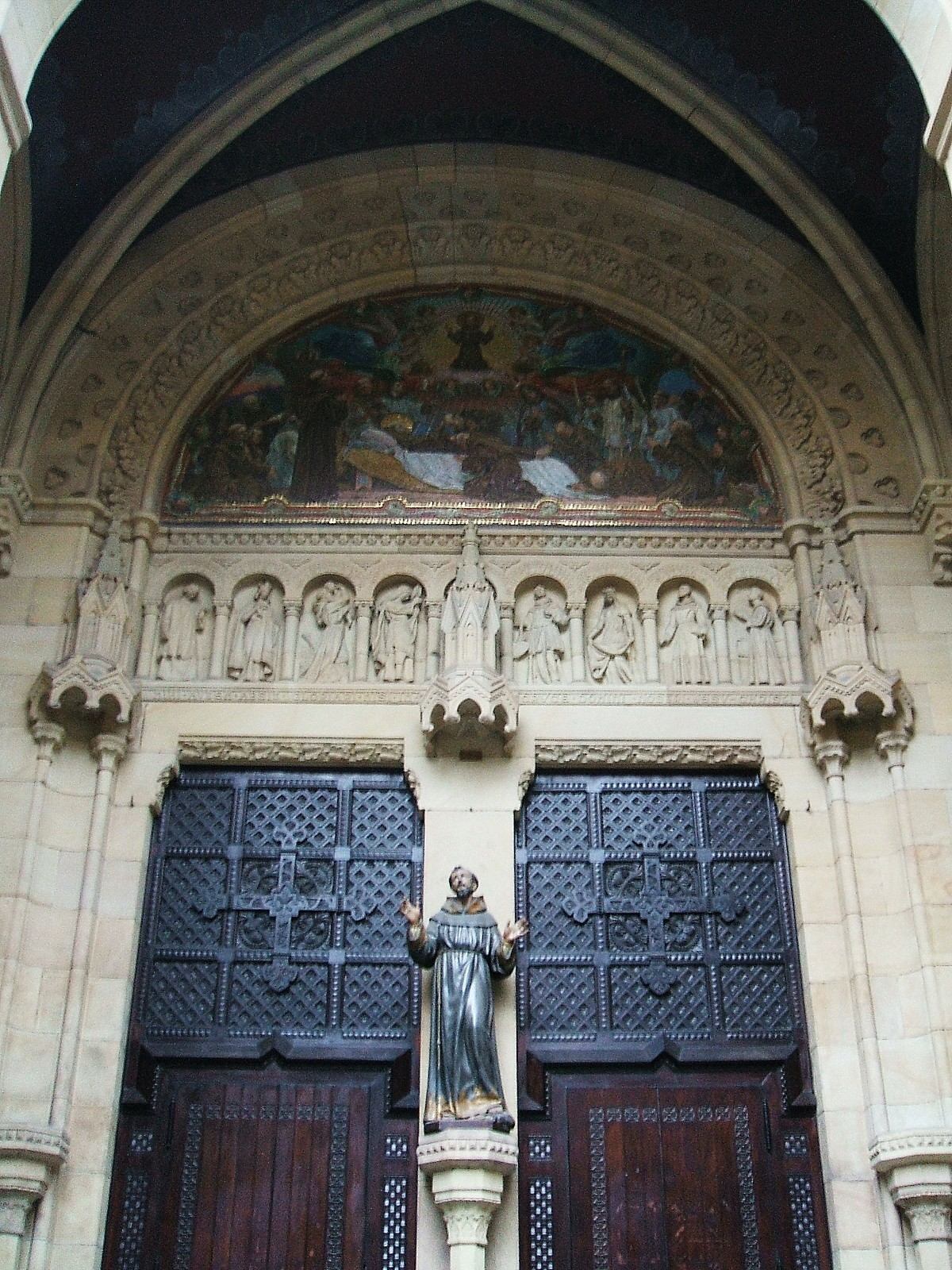
Portal wejściowy
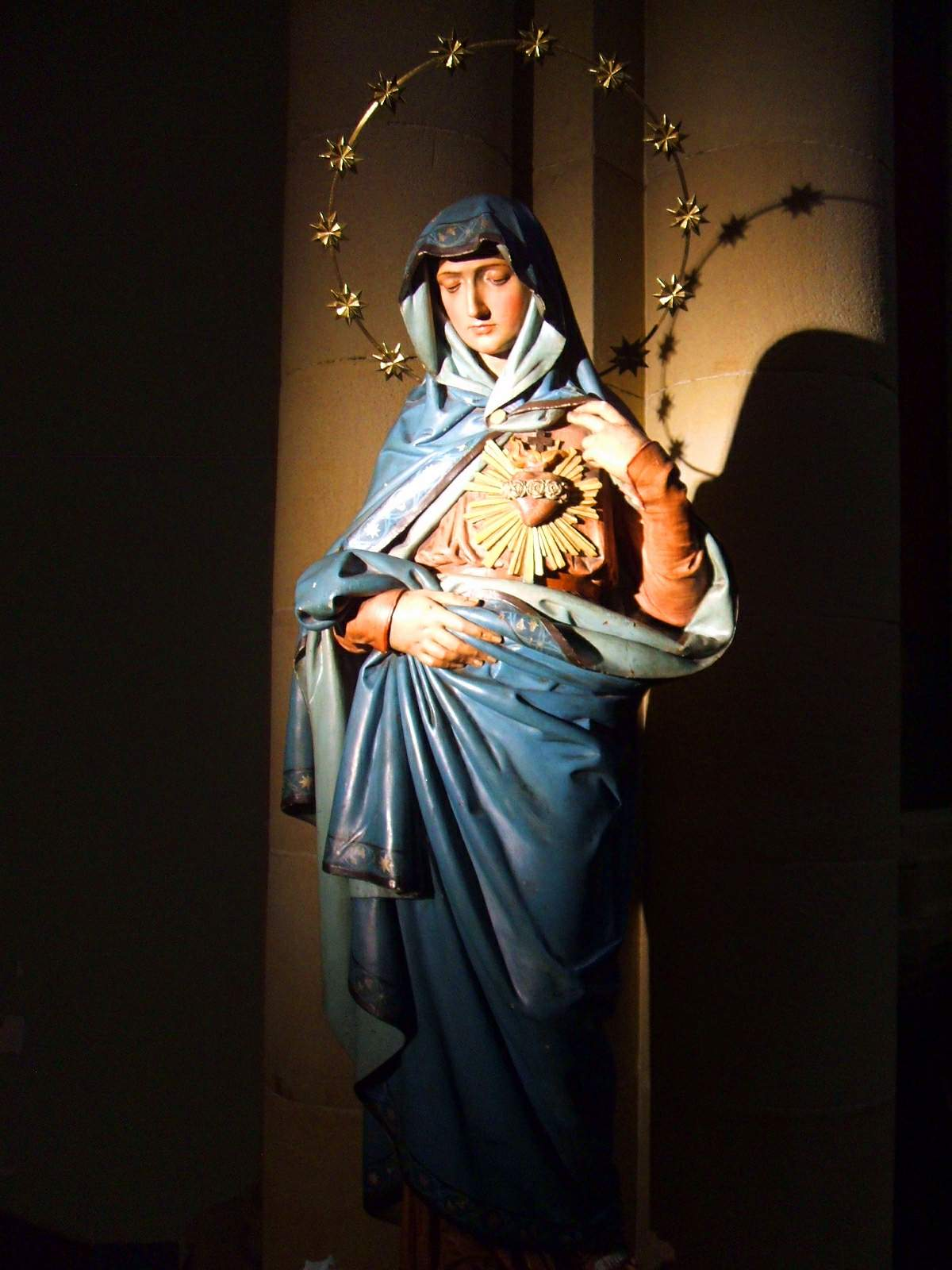
Figura NMP